# چاغلایان (دینار)
چاغلایان (به ترکی استانبولی: Çağlayan) یک منطقهٔ مسکونی در ترکیه است که در دینار (شهر) واقع شده‌است.